# Apichet Puttan
Apichet Puttan (thailändisch อภิเชษฐ์ พุฒตาล, * 10. August 1978 in Samut Prakan) ist ein ehemaliger thailändischer Fußballspieler.

## Karriere

### Verein
Das Fußballspielen erlernte Apichet Puttan in der Jugendmannschaft des Raj-Pracha FC in Bangkok. Hier unterschrieb er 2003 auch seinen ersten Vertrag. 2005 wechselte er zum damaligen Bangkoker Erstligisten Thailand Tobacco Monopoly. Nach einem Jahr ging er nach Buriram und unterschrieb einen Vertrag beim Erstligisten Buriram PEA, dem heutigen Buriram United. Nach 135 Spielen für Buriram ging er im Juli 2012 wieder nach Bangkok und schloss sich dem Ligakonkurrenten BEC Tero Sasana FC an. Hier spielte er bis 2016. Anfang 2017 wechselte er zum Zweitligisten Army United. Hier beendete er im Dezember seine Karriere als Fußballspieler.

### Nationalmannschaft
Von 1996 bis 1997 spielte Apichet Puttan 12 Mal in der thailändischen U-17-Nationalmannschaft. Siebenmal spielte er von 2003 bis 2012 für die thailändische Nationalmannschaft.

## Erfolge
Thailand Tobacco Monopoly
- Thailändischer Meister: 2004/2005

Buriram United
- Thailändischer Meister: 2008, 2011
- Thailändischer Pokalsieger: 2011, 2012
- Thailändischer Ligapokalsieger: 2011, 2012

BEC Tero Sasana
- Thailändischer Ligapokalsieger: 2014